# Geospiza difficilis
Tentilhão-terrestre-de-bico-agudo ou galapaguito-de-bico-fino (Geospiza difficilis) é uma espécie de ave da família Thraupidae.
É endémica do Equador.
Os seus habitats naturais são: florestas secas tropicais ou subtropicais e matagal árido tropical ou subtropical.